# 安德鲁·怀利
安德鲁·H·怀利，苏格兰病理学家。1972年，他在阿伯丁大学用电子显微镜揭示了自然细胞死亡的意义。他和合作者约翰· 克尔（John Kerr）、阿拉斯泰尔·柯里（Alastair Currie）将此一过程称为细胞凋亡（apoptosis）。他对理解细胞凋亡在健康和疾病方面做了许多工作。

## 事业和荣誉
- 阿伯丁大学 - BSc, MB, ChB, PhD.[2]
- 剑桥大学病理学系教授和系主任、剑桥艾登布鲁克医院荣誉顾问[2]
- 1994 - Bertner Award, MD Anderson Cancer Centre, University of Texas, USA.[2]
- 1995 - 皇家学会会员[2]
- 1998 - 奈梅亨大学Hans Bloemendal奖[2]
- 1999 - 盖尔德纳国际奖[3]